# Euphrasia microphylla
Euphrasia microphylla är en snyltrotsväxtart som beskrevs av Gen-Iti Koidzumi. Euphrasia microphylla ingår i släktet ögontröster, och familjen snyltrotsväxter. Inga underarter finns listade i Catalogue of Life.